# Разведывательное сообщество Австралии
Разведывательное сообщество Австралии — собирательный термин для обозначения всех правительственных учреждений Австралии, перед которыми стоит задача ведения разведывательной деятельности. Общее руководство разведывательным сообществом осуществляет Комитет национальной безопасности Австралии, возглавляемый премьер-министром, в состав которого входят заместитель премьер-министра, генеральный прокурор, казначей, министры  иностранных дел, обороны, министр по делам иммиграции и гражданства, а также командующий вооруженными силами Австралии, советник по национальной безопасности, генеральный директор по безопасности и генеральные директора Национального управления анализа и оценок и Разведывательной службы Австралии.

## Структура
Разведывательное сообщество Австралии включает в себя следующие организации:
- Австралийская служба безопасности и разведки (ASIO) — контрразведка;
- Австралийская секретная разведывательная служба[англ.] (ASIS) — внешнеполитическая разведка;
- Национальное управление оценки угроз[англ.] (ONA);
- Управление военной разведки[англ.], включающее в себя:
  - Агентство геоинформационной разведки (Австралия) (DIGO)
  - Агентство военной разведки (Австралия) (DIO)
  - Управление радиотехнической обороны (DSD)
  - Управление разведки, безопасности и международных связей (IS&IP).